# Andrej Petrač
Andrej Petrač, slovenski violončelist, * 20. april 1962, Maribor.
Petrač je leta 1984 iz violončela diplomiral na Akademiji za glasbo v Ljubljani pri prof. Otonu Bajdetu. Leta 1985 je prejel Univerzitetno Prešernovo nagrado. Izpopolnjeval se je na Visoki šoli za glasbo v Stuttgartu (prof. Antonio Janigro). Od leta 1992 je solo-violončelist v Simfoničnem orkestru Slovenske Filharmonije. Kot član Komornega godalnega orkestra Slovenske Filharmonije je leta 1999 prejel Nagrado Prešernovega sklada. Petrač poučuje tudi na Akademiji za glasbo v Zagrebu.
Njegov brat je slovenski pianist Tomaž Petrač.